# 12 Great Classics of Science Fiction
12 Great Classics of Science Fiction là một tuyển tập các truyện ngắn khoa học viễn tưởng được biên tập bởi Groff Conklin. Cuốn sách được xuất bản lần đầu dưới dạng bìa mềm bởi Gold Medal Books vào tháng 12 năm 1963 và được Fawcett Gold Medal tái bản vào tháng 5 năm 1966, tháng 2 năm 1970 và năm 1973.
Cuốn sách tập hợp mười hai tiểu thuyết và truyện ngắn của nhiều tác giả khoa học viễn tưởng khác nhau, cùng với phần giới thiệu của người biên tập. Những câu chuyện trước đây đã được xuất bản từ năm 1953-1963 trên nhiều tạp chí khoa học viễn tưởng và các tạp chí khác.

## Nội dung
- "Introduction" (Groff Conklin)
- "Due Process" (Algis Budrys)
- "Earthmen Bearing Gifts" (Fredric Brown)
- "Things" (Zenna Henderson)
- "The Top" (George Sumner Albee)
- "My Object All Sublime" (Poul Anderson)
- "Human Man's Burden" (Robert Sheckley)
- "On the Fourth Planet" (J. F. Bone)
- "The Ballad of Lost C'Mell" (Cordwainer Smith)
- "Thirty Days Had September" (Robert F. Young)
- "The Cage" (A. Bertram Chandler)
- "Star-Crossed Lover" (William W. Stuart)
- "Immortality... for Some" (J. T. McIntosh)